# روسانا مارتینی
روسانا مارتینی (ایتالیایی: Rossana Martini؛ ‏ ۱ ژانویهٔ ۱۹۲۶ – ۲ فوریهٔ ۱۹۸۸) بازیگر و مدل اهل ایتالیا بود.
از فیلم‌ها یا برنامه‌های تلویزیونی که وی در آن نقش داشته‌است، می‌توان به زندگی دشوار، سرسخت و مقتدر، ال گرکو و هیجان اشاره کرد.